# Космештиј-Вале (Галац)
Космештиј-Вале (рум. Cosmeștii-Vale) насеље је у Румунији у округу Галац у општини Космешти. Oпштина се налази на надморској висини од 52 m.

## Становништво
Према подацима из 2002. године у насељу је живело 1238 становника.

### Попис2002.
| Расподела становништва по националности 2002.‍ | Расподела становништва по националности 2002.‍ | Расподела становништва по националности 2002.‍ | Расподела становништва по националности 2002.‍ | Расподела становништва по националности 2002.‍ |
| --------------------------------------------- | --------------------------------------------- | --------------------------------------------- | --------------------------------------------- | --------------------------------------------- |
|                                               |                                               |                                               |                                               |                                               |
| Румуни                                        | Румуни                                        |                                               | 1.228                                         | 99,2%                                         |
| Роми                                          | Роми                                          |                                               | 10                                            | 0,8%                                          |